# قائمة السفراء السوريين في ألمانيا

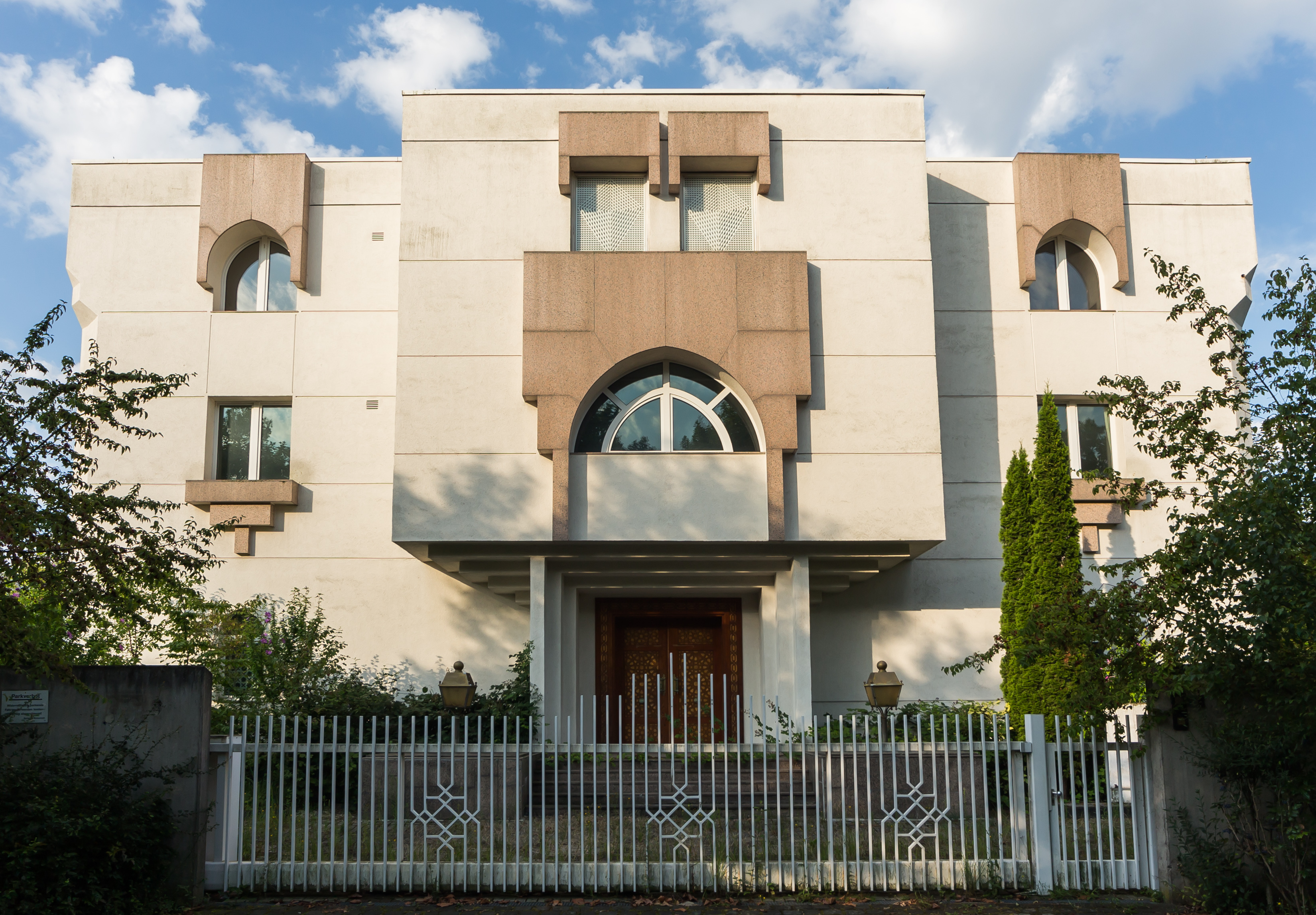
السفارة السورية السابقة في بون (2014)

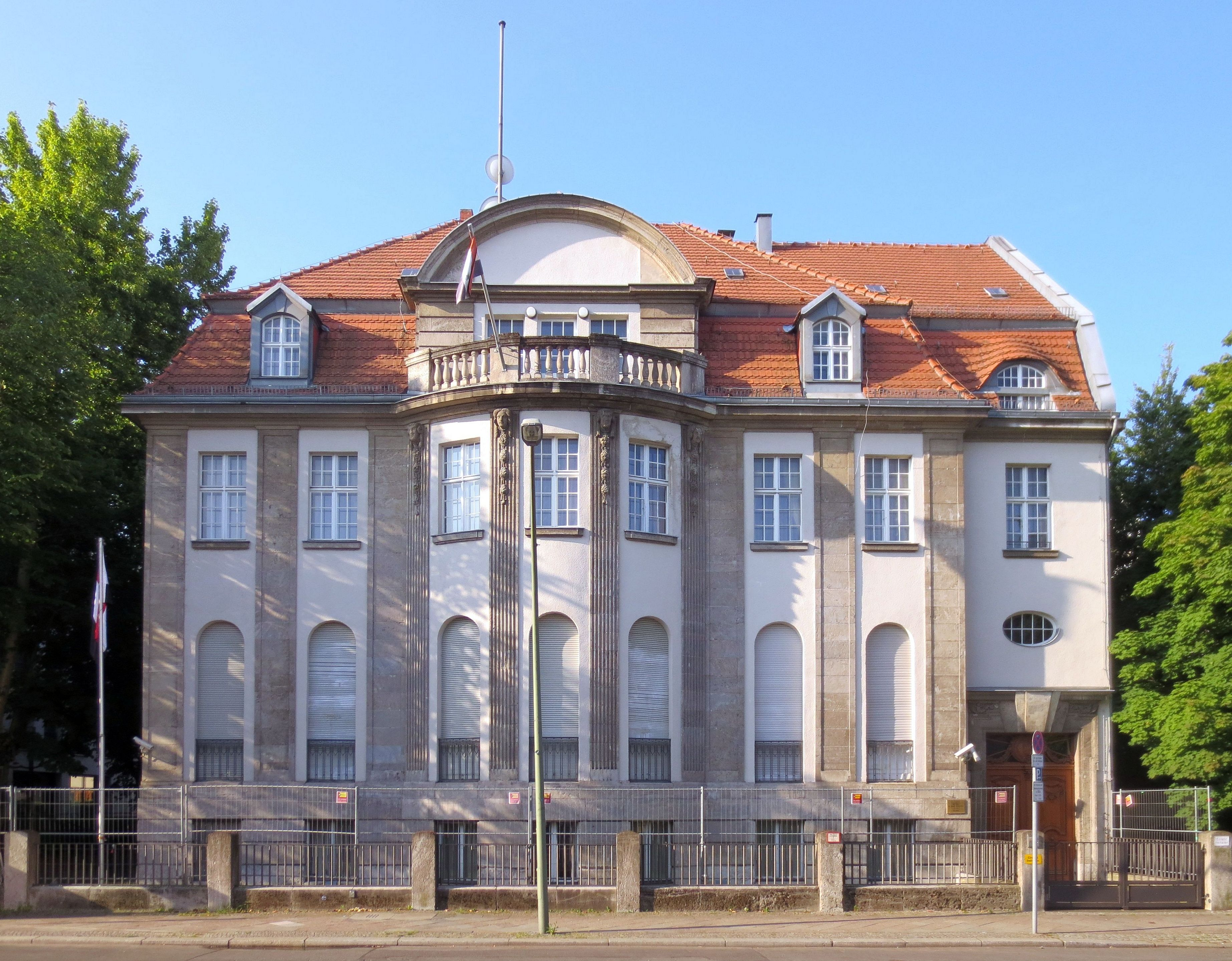
تتواجد السفارة السورية في شارع Rauchstraße 25 في برلين.

## التاريخ
من عام 1953 حتى 1990 كانت تتواجد الممثلية الخارجية السورية في باد جودسبرغ في شارع Kronprinzenstraße 2 في بون. منذ عام 1990 حتى 1990 كانت الممثلية الخارجية السورية في ألمانيا هي سفارة الجمهورية العربية السورية (بون) في شارع Andreas-Hermes-Straße 5.
| عيّن / نُصّب      | الاسم                    | ملاحظات | عيّن من قبل    | في فترة حكم          | اعتزل المنصب   |
| -------------- | ------------------------ | --- | ------------- | -------------------- | -------------- |
| 1939           | إبراهيم الاسطواني        | ملحق تجاري بالسفارة الفرنسية في برلين | بهيج الخطيب   | حكومة أدولف هتلر     |                |
| 1950           | إبراهيم الاسطواني        | قنصلية سورية عامة في كولن (عاصمة منطقة النفوذ الفرنسي في ألمانيا) , لكن ابتداءا من 1953 اصبح السفير السوري مبعوثاَ فوق العادة و سفير خاص                                                       | هاشم الأتاسي  | حكومة أدناور الأولى  | 1953           |
| 1953           | سامي ساركيز              | [ 1 ] | أديب الشيشكلي | حكومة أدناور الأولى  | 1954           |
| 1956           | جمال فرّة                 | | هاشم الأتاسي  | حكومة أدناور الثانية | 1956           |
| 1956           | إبراهيم الاسطواني        | | شكري القوتلي  | حكومة أدناور الثانية | 1958           |
| 3 أبريل 1958   | فريد زين                 | شكلت سوريا مع مصر الجمهورية العربية المتحدة و م ذلك كان هناك قنصلية سورية عامّة , و بعد انفصال عام 1961 اعترفت حكومة أدناور الألمانية بحكومة مأمون الكزبري السورية المنفصلة عن مصر .           | شكري القوتلي  | حكومة أدناور الثالثة | 12 أكتوبر 1961 |
| 12 أكتوبر 1961 | إبراهيم صبري             | | مأمون الكزبري | حكومة أدناور الثالثة | 31 أغسطس 1962  |
| 31 أغسطس 1962  | جمال فرّة                 | | ناظم القدسي   | حكومة أدناور الرابعة | مارس 1963      |
| مارس 1963      | إبراهيم الاسطواني        | | لؤي الأتاسي   | حكومة أدناور الخامسة | 13 مايو 1965   |
| 13 مايو 1965   | قطع العلاقات بين البلدين | تم ذلك بعد العلاقات الدبلوماسية بين الحكومة الألمانية والإسرائيلية مع المراسلات في 12 مايو 1965. كانت باكستان في هذه الفترة القوة الحامية لمصالح الجمهورية العربية السورية في ألمانيا الغربية | أمين الحافظ   | حكومة إيرهارد الأولى | 7 أغسطس 1974   |
| 1976           | عبد الكريم الأتاسي       | | حافظ الأسد    | حكومة شميدت الثانية  | 1980           |
| 12 يناير 1982  | شتوي سيفو                | شتوي سيفو كان في عام 1974 وزير الصناعة في سوريا | حافظ الأسد    | حكومة كول الأولى     | 1987           |
| 1987           | سليمان حداد              | | حافظ الأسد    | حكومة كول الثالثة    | 1999           |
| 1999           | محمد وليد هزبر           | القائم بالأعمال | حافظ الأسد    | حكومة شرودر الأولى   | 2009           |
| 7 أغسطس 2009   | عبير جرف                 | القائمة بالأعمال | بشار الأسد    | حكومة ميركل الأولى   | 2011           |
| 2011           | حسين عمران               | | بشار الأسد    | حكومة ميركل الثانية  |                |
| 10 مارس 2011   | رضوان لطفي               | بعد مجزرة الحولة استدعي رضوان عمران لوزارة الخارجية الألمانية, و أعطي مهلة 74 ساعة لمغادرة الأراضي الألمانية .                                                                                | بشار الأسد    | حكومة ميركل الثانية  | 9 مايو 2012    |
| مايو 2012      | عبير جرف                 | القائمة بالأعمال | بشار الأسد    | حكومة ميركل الثانية  |                |
| مارس 2016      | ممثل عن بشار الأسد       | قائم بالاعمال. | بشار الأسد    | حكومة ميركل الثالثة  |                |